# Gentianella tovariana
Gentianella tovariana är en gentianaväxtart som beskrevs av Fabris. Gentianella tovariana ingår i släktet gentianellor, och familjen gentianaväxter. Inga underarter finns listade i Catalogue of Life.